# Super ShowDown (2019)
Super Showdown 2019 là một sự kiện đấu vật chuyên nghiệp pay-per-view (PPV) và WWE Network sự kiện, sản xuất bởi WWE cho Raw và SmackDown. Nó sẽ diễn ra vào ngày 7 tháng 6 năm 2019, tại Sân vận động Quốc tế Thành phố Thể thao của King Abdullah ở Jeddah, Ả Rập Saudi. Đây sẽ là sự kiện WWE thứ hai được quảng bá theo Super ShowDown và là sự kiện thứ ba dưới sự hợp tác 10 năm của WWE hỗ trợ cho Saudi Vision 2030.
Mười trận đấu đã được diễn ra trong sự kiện, bao gồm trong phần trước Kickoff. Ở sự kiện chính, Undertaker đánh bại Goldberg trong một trận đấu được coi là trận đầu tiên hai người đối mặt nhau. Ngoài ra còn có các trận áp chót khác như Seth Rollins đánh bại Baron Corbin để bảo toàn đai Toàn cầu, Shane McMahon đánh bại Roman Reigns, và Kofi Kingston đánh bại Dolph Ziggler để bảo toàn đai Vô địch WWE. Sự kiện cũng đáng chú ý vì có trận battle royal lớn nhất trong lịch sử WWE, với tổng số 51 người tham gia, mặc dù ban tổ chức chỉ công bố 50 người. Kết thúc với chiến thắng của Mansoor, rockie của WWE từ Ả Rập Saudi người đã kí hợp đồng với công ty trong suốt sự kiện Greatest Royal Rumble và đã xuất hiện tại NXT và NXT UK.
Sự kiện cũng nhận được những đánh giá tiêu cực từ các nhà phê bình, với sự kiện chính kết thúc đặc biệt bị chỉ trích.

## Sản xuất

### Các đô vật vắng mặt tại sự kiện
Tương tự như hai sự kiện WWE trước đó ở Ả Rập Xê Út, sự kiện Great Royal Rumble và Crown Jewel (cũng cả năm trước) - các đô vật WWE không được ủy quyền hoặc từ chối tham gia tại Super ShowDown do nó diễn ra ở Ả Rập Saudi. Như trước đây, tất cả các đô vật nữ đều bị cấm tham gia sự kiện này do các quyền hạn chế mà phụ nữ có trong nước.
John Cena và Daniel Bryan, cả hai trước đây đã từ chối tham gia sự kiện Crown Jewel sau vụ ám sát Jamal Khashoggi, cũng từ chối tham gia Super ShowDown. Những lý do của Bryan từ chối xuất hiện tại Crown Jewel cũng được cho là bao gồm cả việc đối xử với người LGBT của quốc giga và vì lệnh cấm của Sami Zayn đối với sự kiện Great Royal Rumble.
Sami Zayn, người trước đây không được phép thi đấu tại Great Royal Rumble do là người gốc Syria, vì Ả Rập Saudi có quan hệ căng thẳng với Syria, cũng từ chối tham gia Super ShowDown; anh ta không hoạt động do chấn thương tại thời điểm Crown Jewel. Kevin Owens cũng từ chối tham gia Super ShowDown để hỗ trợ cho Zayn, bạn của anh; anh được cho là đấu với Kofi Kingston cho WWE Championship, dẫn đến việc WWE lên lịch cho Dolph Ziggler, người đã không hoạt động kể từ tháng 1 để tập trung vào sự nghiệp hài kịch độc lập, để thay thế anh.
Aleister Black được cho là không được phép tham gia chương trình do trên người của anh có một số hình xăm với "một số ý nghĩa tôn giáo" có thể xúc phạm người Ả Rập Saudi; Không rõ đây là quyết định của WWE hay là yêu cầu từ Cơ quan Thể thao Tổng hợp Saudi. Một trong những hình xăm của Black mô tả hình ảnh của Lilith, một nhân vật nữ trong thần thoại Do Thái; trong một cuộc phỏng vấn năm 2018, anh gọi cô là "người phụ nữ đầu tiên từng nổi loạn chống lại thiên đường. Lý do cô ấy ở đó vì sự bình đẳng, bình đẳng cho mọi đàn ông và phụ nữ - đó là điều quan trọng nhất." 

### Cốt truyện
Show diễn sẽ gồm các trận đấu do cốt truyện kịch bản, trong đó các đô vật thể hiện các nhân vật phản diện, anh hùng hoặc các nhân vật ít phân biệt hơn trong các sự kiện kịch bản gây căng thẳng và lên đến đỉnh điểm trong một trận đấu vật hoặc loạt trận đấu, với kết quả được xác định trước bởi các người viết kịch bản của WWE trên Raw và SmackDown. Cốt truyện được sản xuất trên các chương trình hàng tuần của WWE, Monday Night Raw và SmackDown Live.
Vào ngày 13 tháng 5 năm 2019, trận đấu giữa Goldberg và The Undertaker đã được sắp xếp cho Super ShowDown, đánh dấu trận đấu một đấu một đầu tiên với nhau. Trận đấu cuối cùng của Goldberg xảy ra tại WrestleMania 33 vào tháng 4 năm 2017.
Trận đấu giữa Triple H và Randy Orton cũng đã được lên kế hoạch vào ngày 13 tháng 5. Một đoạn quảng cáo được phát sóng trong tập SmackDown ngày 21 tháng 5, kể lại kình địch của cả hai bắt đầu vào năm 2004 khi Orton giành đai World Heavyweight Championship (hiện đã không còn), kết quả là Triple H bật anh ta và đuổi anh ta ra khỏi Evolution.
Cũng vào ngày 13 tháng 5, một trận Battle Royal 50 người được sắp xếp, đánh dấu trận battle royal lớn nhất trong lịch sử WWE.
Trận đấu giữa Braun Strowman và Bobby Lashley đã được sắp xếp vào ngày 18 tháng 5. Cả hai đã có một trận đấu vật tay trên Raw trước sự kiện mà Strowman đã giành chiến thắng, nhưng bị Lashley tấn công sau đó.
Trong tập Raw ngày 15 tháng 4, Andrade đã đánh bại Nhà vô địch Liên lục địa Finn Bálor trong một trận đấu không danh hiệu. Bálor sau đó đã được chuyển đến SmackDown vào đêm hôm sau trong Superstar Shake-up. Andrade, cùng với quản lý của mình, Zelina Vega, sau đó được chuyển trở lại SmackDown vào tuần sau, và cả Bálor và Andrade đã tham gia trận đấu Money in the Bank nam trong sự kiện cùng tên, mặc dù cả hai đã chiến đấu với nhau, cuối cùng thua trận. Bálor sau đó được lên kế hoạch bảo vệ đai vô địch Liên lục địa trước Andrade tại Super ShowDown.
Vào tập 16 tháng 4 của SmackDown, sau khi Chủ tịch kiêm Giám đốc điều hành WWE Vince McMahon đã giới thiệu Elias là "vụ mua lại lớn nhất trong lịch sử SmackDown", họ đã bị gián đoạn bởi người mới Roman Reigns, người đã tấn công Elias và thực hiện cú superman punch vào Mr. McMahon. Tuần sau, Shane McMahon thách đấu với Reigns trong một trận đấu do tấn công cha mình. Khi Reigns xuất hiện, anh ta bị Elias tấn công từ phía sau, người sau đó được Shane hỗ trợ tấn công Reigns. Trong tập phim Raw ngày 20 tháng 5, Reigns, người xuất hiện thông qua luật wildcard, đã bị gián đoạn bởi Shane, người vẫn bị làm phiền bởi cuộc tấn công của Reigns vào cha mình. Reigns sau đó thách đấu với Shane một trận đấu mà Shane chấp nhận diễn ra trong Super ShowDown.
Trong tập phát sóng ngày 21 tháng 5 của SmackDown, Dolph Ziggler, người đã không hoạt động kể từ Royal Rumble tháng 1, đã bất ngờ quay lại và tấn công Kofi Kingston. Ziggler sau đó giải thích rằng đáng ra anh ta là người có cơ hội đến WrestleMania 35 và giành đai WWE Championship thay vì đó là Kingston. Sau đó, anh nói rằng sẽ đánh bại Kingston để đoạt đai tại Super ShowDown, và đã chính thức diễn ra.
Tại Money in the Bank, Seth Rollins vẫn giữ được đai Universal Championship trước AJ Styles. Vào Raw tối hôm sau, Baron Corbin đã xúc phạm rằng Styles đã có trận tranh đai đó mặc dù trước đó Corbin đã đè Rollins trong một trận đấu đồng đội. Tuần sau đó, Styles đã được lên kế hoạch tham gia trận đấu bốn chiều để có cơ hội khác chống lại Rollins tại Super ShowDown, nhưng vẫn phục hồi chấn thương từ trận đấu tại Money in the Bank, và được thay thế bởi Corbin, người đã tấn công Styles trong khi đoạn sau đó là trong phòng tập luyện. Corbin sau đó đánh bại Braun Strowman, Bobby Lashley và The Miz trong trận đấu loại fatal four-way để kiếm được trận tranh đai.
Tại Money in the Bank, Lucha House Party (Kalisto, Gran Metalik và Lince Dorado) đã ra sân để thực hiện một trận đấu, nhưng họ đã bị Lars Sullivan tấn công và trận đấu không bao giờ xảy ra. Đêm tiếp theo trong Raw, khi Sullivan chuẩn bị được phỏng vấn về sự việc, Lucha House Party đã can thiệp và tấn công Sullivan, và ông đã chống lại họ. Một trận đấu chấp 3 trên 1 giữa Sullivan với Lucha House Party sau đó đã được lên kế hoạch cho Super ShowDown.
Sau khi được chuyển sang Raw sau Superstar Shake-up, The Usos (Jimmy Usos và Jey Usos) bắt đầu một mối thù với The Revival (Scott Dawson và Dash Wilder) nơi The Usos nhiều lần khiến The Revival xấu hổ trong nhiều lần. Hai đội đã đối mặt nhau vào ngày 20 tháng 5 tại tập phim Raw, nơi The Revival giành chiến thắng. Một trận đấu giữa hai đội được lên kế hoạch tại Super Show-Down.

## Kết quả
| Số                                                                                       | Kết quả                                                                     | Quy định                                           | Thời gian |
| ---------------------------------------------------------------------------------------- | --------------------------------------------------------------------------- | -------------------------------------------------- | --------- |
| 1                                                                                        | Triple H vs. Randy Orton                                                    | Trận đấu đơn                                       |           |
| 2                                                                                        | Battle royal 50 người                                                       | Battle Royal 50 người                              |           |
| 3                                                                                        | Goldberg vs. The Undertaker                                                 | Trận đấu đơn                                       |           |
| 4                                                                                        | Braun Strowman vs. Bobby Lashley                                            | Trận đấu đơn                                       |           |
| 5                                                                                        | Finn Bálor (c) vs. Andrade                                                  | Trận đấu đơn cho WWE Intercontinental Championship |           |
| 6                                                                                        | Roman Reigns vs. Shane McMahon                                              | Trận đấu đơn                                       |           |
| 7                                                                                        | Kofi Kingston (c) vs. Dolph Ziggler                                         | Trận đấu đơn cho WWE Championship                  |           |
| 8                                                                                        | Seth Rollins (c) vs. Baron Corbin                                           | Trận đấu đơn cho WWE Universal Championship        |           |
| 9                                                                                        | Lars Sullivan vs. Lucha House Party (Kalisto, Gran Metalik và Lince Dorado) | Trận đấu chấp 3 trên 1                             |           |
| - (c) - đề cập đến (các) nhà vô địch trước khi vào trận đấu - * Trận đấu có thể thay đổi |                                                                             |                                                    |           |